# Intro X
Intro X è un brano musicale del cantante italiano Daniele Silvestri in collaborazione con i cantanti Fulminacci, Wrongonyou, Frankie hi-nrg mc, Franco126, Selton, Davide Shorty, Eva Pevarello e Giorgia pubblicato il 25 aprile 2023 ed inciso nel decimo album in studio di Silvestri, Disco X.

## Descrizione
Nonostante siano citati come featuring, Emanuela Fanelli non canta ma dice solo una frase all'inizio del brano, ovvero:
Giorgia fa solo dei vocalizzi verso la fine, e Franco126 dice anche egli una frase nell'interludio, la quale è:

## Tracce
Testi di Daniele Silvestri, Filippo Uttinacci, Marco Zitelli, Davide Sciortino, Eva Pevarello, Francesco Di Gesù, Selton, musiche di Davide Tortora.
1. Intro X (feat. Fulminacci, Wrongonyou, Davide Shorty, Franco126, Giorgia, Frankie hi-nrg mc, Eva Pevarello, Selton, Emanuela Fanelli) – 3:56